# اسلوبودان کوزمانوفسکی
اسلوبودان کوزمانوفسکی (انگلیسی: Slobodan Kuzmanovski؛ زادهٔ ۱۱ ژوئن ۱۹۶۲) بازیکن هندبال اهل یوگسلاوی بود.